# Fairview Dome
Pour les articles homonymes, voir Fairview.
Le Fairview Dome est un sommet de la Sierra Nevada, dans l'État américain de Californie. Ce dôme de granite culmine à 2 964 mètres d'altitude dans le comté de Tuolumne et au sein de la Yosemite Wilderness, dans le parc national de Yosemite.